# Cumlosen
Cumlosen é um município da Alemanha, situado no distrito de Prignitz, no estado de Brandemburgo. Tem 21,85 km² de área, e sua população em 2019 foi estimada em 727 habitantes.